# Palythoa howesii
Palythoa howesii is een Zoanthideasoort uit de familie van de Sphenopidae. De wetenschappelijke naam van de soort is voor het eerst geldig gepubliceerd in 1891 door Haddon & Shackleton.